# Czabán Samu
Czabán Samu, egyes helyeken Czabán Sámuel (Rozsnyó, 1878. február 17. – Nagyszőlős, 1942. december 16.) pedagógus, a századforduló után kibontakozó szocialista tanítómozgalom egyik vezető alakja.

## Élete
Czabán Samu 1878-ban látta meg a napvilágot a rozsnyói csizmadia kisiparos fiaként. 1897-ben kapott tanítói oklevelet Eperjesen, majd megkapta első (segédtanítói) állását az  albertirsai nemzetiségi iskolában. Ezután több helyen is tanított (Miava: 1902–1906, Klopódia: 1906–1911, Nagyszénás: 1911–1914). 1912-ben lett az Állami Tanítók Országos Egyesületének elnöke, ezt követően pedig a Magyarországi Szociáldemokrata Párt tagjai sorába lépett, ahol a felekezeti és községi iskolák államosítását követelte. Rebellis gondolataihoz először Nagyszénáson talált segítő partnereket, azonban egy sztrájk miatt 1914-ben izgatás vádjával ottani állásából elbocsátották, ezután óradíjasként működött Budapesten. 
Ez az ítélet nem csak nekem szól, hanem az igazi népkultúráért folyó bátor tanítói mozgalomnak is. De én nem csak a tanítói mozgalmakban vettem részt, hanem tanácsadója, védelmezője voltam a munkásembereknek is, azoknak, akik tudatlanságuk folytán kész prédái az éhes kis és nagy uzsorásoknak.
Miután kitört az 1918-as októberi polgári demokratikus forradalom, a Közoktatásügyi Minisztériumban nyert alkalmazást. A központi intéző bizottságnak tagja. A tizedik ülésen, 1919. június 23-án felszólalt és javaslatot tett a Vörös Hadsereg és a közellátás ügyében. Itt arról beszélt, hogy a vidéki elvtársak minden nélkülözhető élelmiszert a központnak, Budapestnek, valamint a Vörös Hadsereg rendelkezésére bocsássák. A Tanácsköztársaság (Kommün) alatt elnöke volt a budapesti III. kerületi (Pacsirtamező utca 22/b) munkástanácsnak, tagja a Szövetséges Központi Intéző Bizottságnak, valamint osztályvezetője a Közoktatásügyi Népbiztosságon az elemi népiskolák személyi és pedagógiai ügyeinek. A kommunista rendszer bukása idején börtönbe került, majd 1921-ben a Felvidékre, (Csehszlovákiába) menekítették, ahol Beregszászon (Kárpátalja)  telepedett le. A Csehszlovák Kommunista Párt munkájának aktív résztvevője volt. 1933-ban Új Korszak címmel kommunista szellemű tanügyi lapot indított. Ennek főmunkatársa Ilku Pál lett. Szerkesztette továbbá a Jó Barátom Kis könyvtára című gyermeklapot Samu bácsi álnéven. 1938-ban újfent elbocsátották állásából, nyugdíjazták. Kárpátalja visszafoglalását követően fogságba került, a csendőrök megkínozták. Hosszas szenvedések közepette hunyt el 1942-ben, cellájában.

## Emlékezete
Megítélése napjainkban ellentétekbe ütközik. Egyesek megvetik ideológiai nézetei miatt, mások tisztelik az oktatás terén elért eredményeiert. A hozzá kötődő települések azonban tisztelettel adóznak emléke előtt:
- Rozsnyón, a Szlovákiai Magyar Pedagógusok Szövetsége által adták át minden évben a Czabán Samu Pedagógiai Díjat (ma már Felvidéki Magyar Pedagógus Díj), illetve itt áll 1968 óta bronz mellszobra.
- A III. kerületben az Első Óbudai Általános Iskola 1958–1995 között viselte nevét és Ugray György domborművet is készített emlékére. Ezt később elbontották.[2]
- Rákospalotán több közterület is viselte a nevét (ma Leiningen Károly út, 1954–1991, Széchenyi tér, 1949–1991, és Cserba Elemér út, 1954–1991), valamint a mai napig a nevét viseli az 1959-ben épült Czabán Általános Iskola.[3]

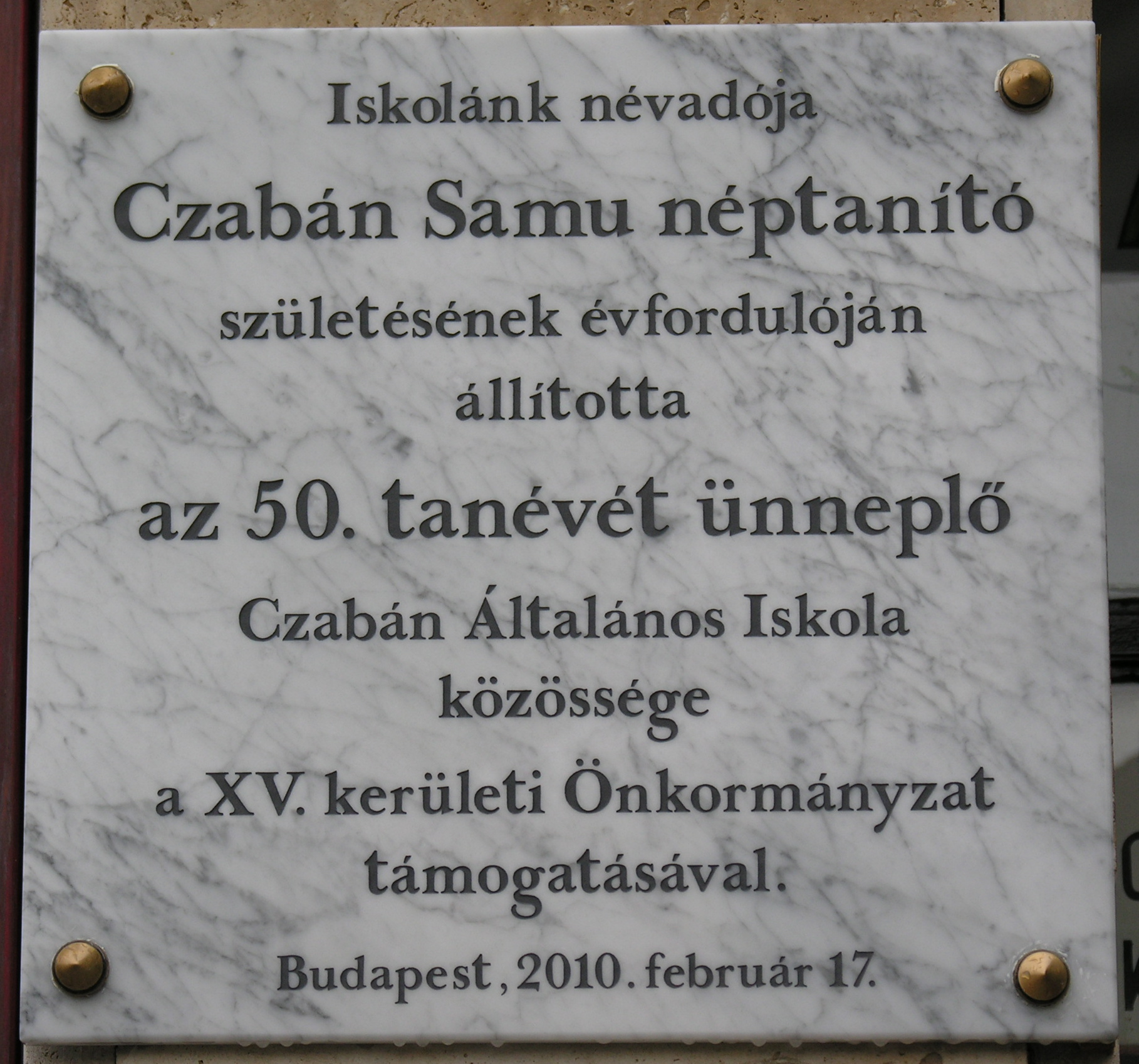
Emléktábla az iskola falán

- Nagyszénáson utca viseli nevét, valamint a róla elnevezett, 1927-ben alapított iskola alsó tagozatán dombormű és emléktábla, felső tagozatán festmény őrzi emlékét.[4]

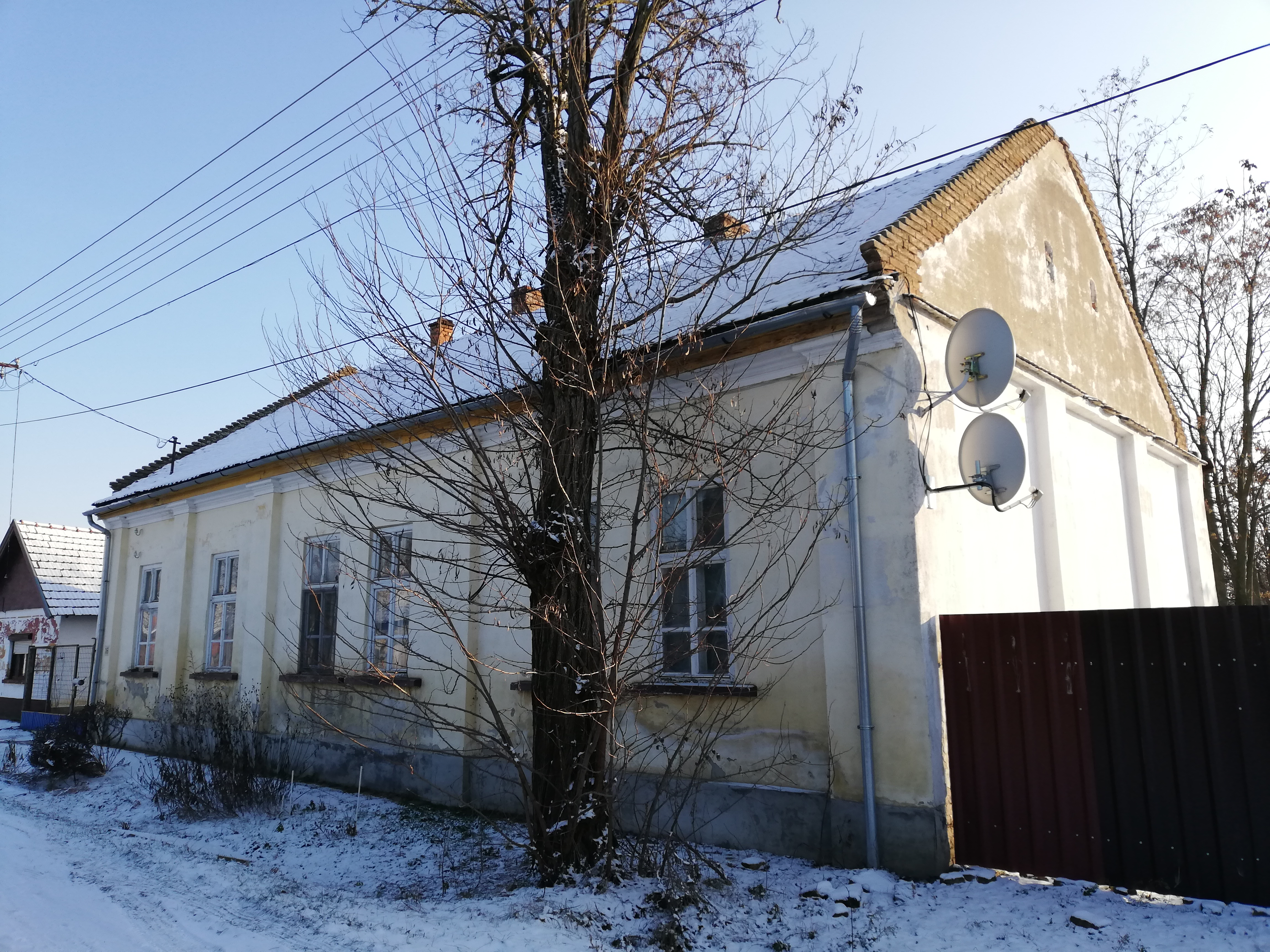
A régi iskola Nagyszénáson, melyben 1911 és 1914 között tanított

## Művei
- Kertfalu (Képes Olvasókönyv, Praha, 1930.)
- A főpróba (egyfelvonásos színdarab iskolás gyermekek számára, Beregszász, 1932.)
- Mese az erdőben (gyermekszíndarab, Beregszász, 1932.)
- Utasítás a fonomimikai módszer alapján történő olvasás és írás tanításához (Tomcsányiné Czukrász Róza „Phonomimikai gyakorlatok... ” c. művének felhasználásával, Beregszász, 1935.)